# Monte San Petrone
De Monte San Petrone is een 1767 meter hoge bergtop op het Franse eiland Corsica. De top ligt in het gelijknamige massief, in het noordoosten van het eiland.

## Situering
De Monte San Petrone vormt het hoogste punt van de streek Castagniccia en de noord-zuid georiënteerde kamlijn vormt een belangrijke hindernis voor de mobiliteit in de regio. De Bocca di u Pratu, ten noorden van de top van de Monte San Petrone, is de enige pas die de oost- en westzijde met elkaar verbindt.
De top van de Monte San Petrone ligt op de grens van vier gemeentes: Nocario in het noordoosten, Campana in het zuidoosten, Gavignano in het zuidwesten en Saliceto in het noordwesten. Bij de top vormt de kamlijn eveneens de grens tussen de microregio's Orezza in het oosten en de Rustinu in het westen.

## Massief van de Monte San Petrone
In het massief van de Monte San Petrone liggen nog andere de toppen. Naar het noorden toe vervolgt de kamlijn zich ten noorden van de Monte San Petrone en de Bocca di u Pratu via de Monte Compoli (1236 m) en de Monte Castellare (1011 m). Naar het zuiden en zuidoosten toe vervolgt de kamlijn van de Monte San Petrone zich via de Monte Calleruccio (1484 m), Punta di Caldane (1724 m) en na de Bocca di San Gavianu (697 m), nog de Monte Sant'Appiano (1093 m). In het uiterste zuiden en respectievelijk zuidwesten worden de Punta Cervio (1189 m) en de Monte Piano Maggiore (1581 m) ook nog tot het massief gerekend.
Ten oosten van de Monte San Petrone behoren ook de toppen rond de Monte Olmelli (1285 m) en Monte Negrine (1133 m) tot het massief. Hetzelfde geldt voor de Monte Sant'Angelo (1218 m) naar het noordoosten toe.

## Galerij

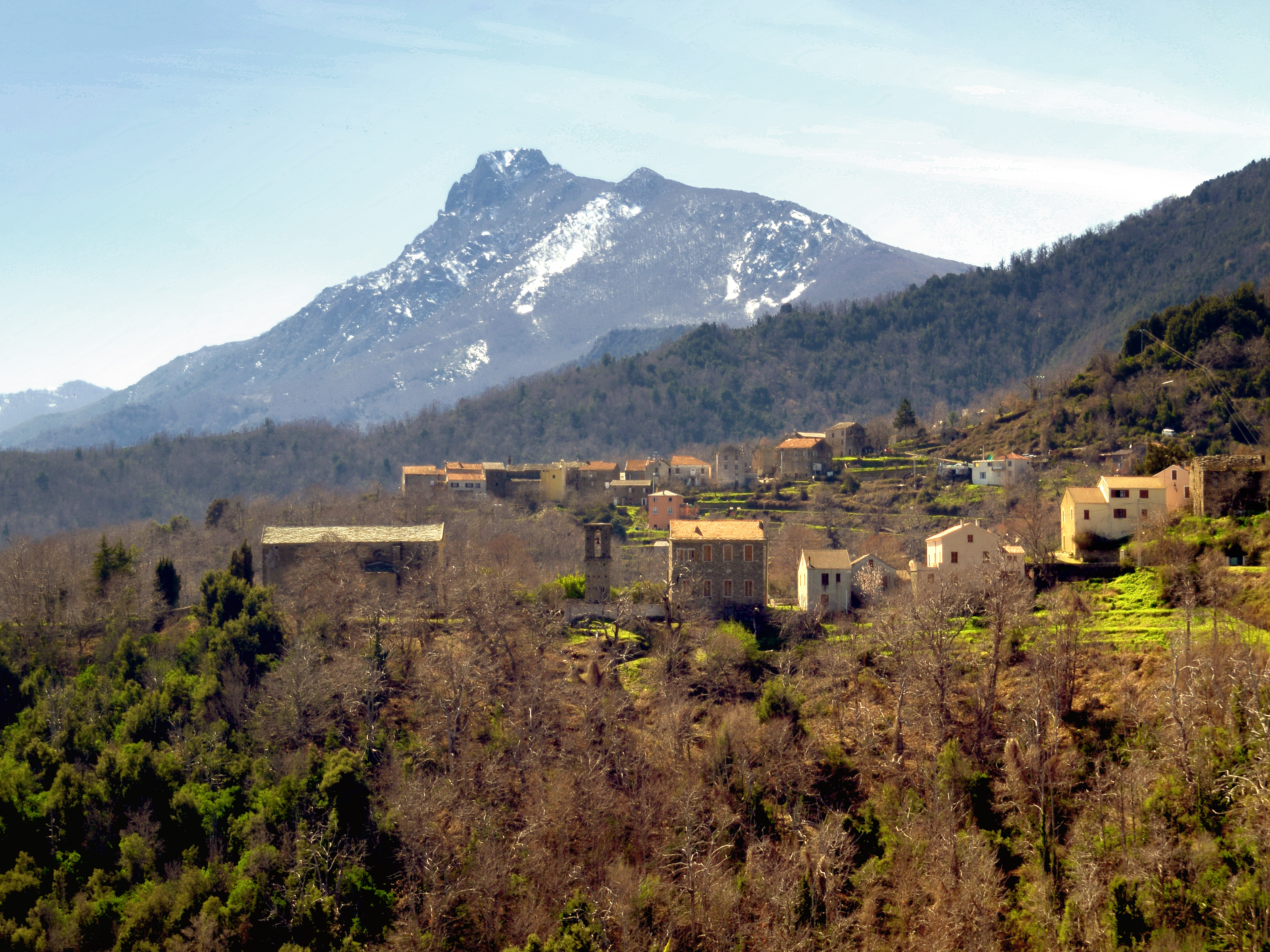
Zicht op het dorp Crocicchia met de Monte San Petrone in de achtergrond
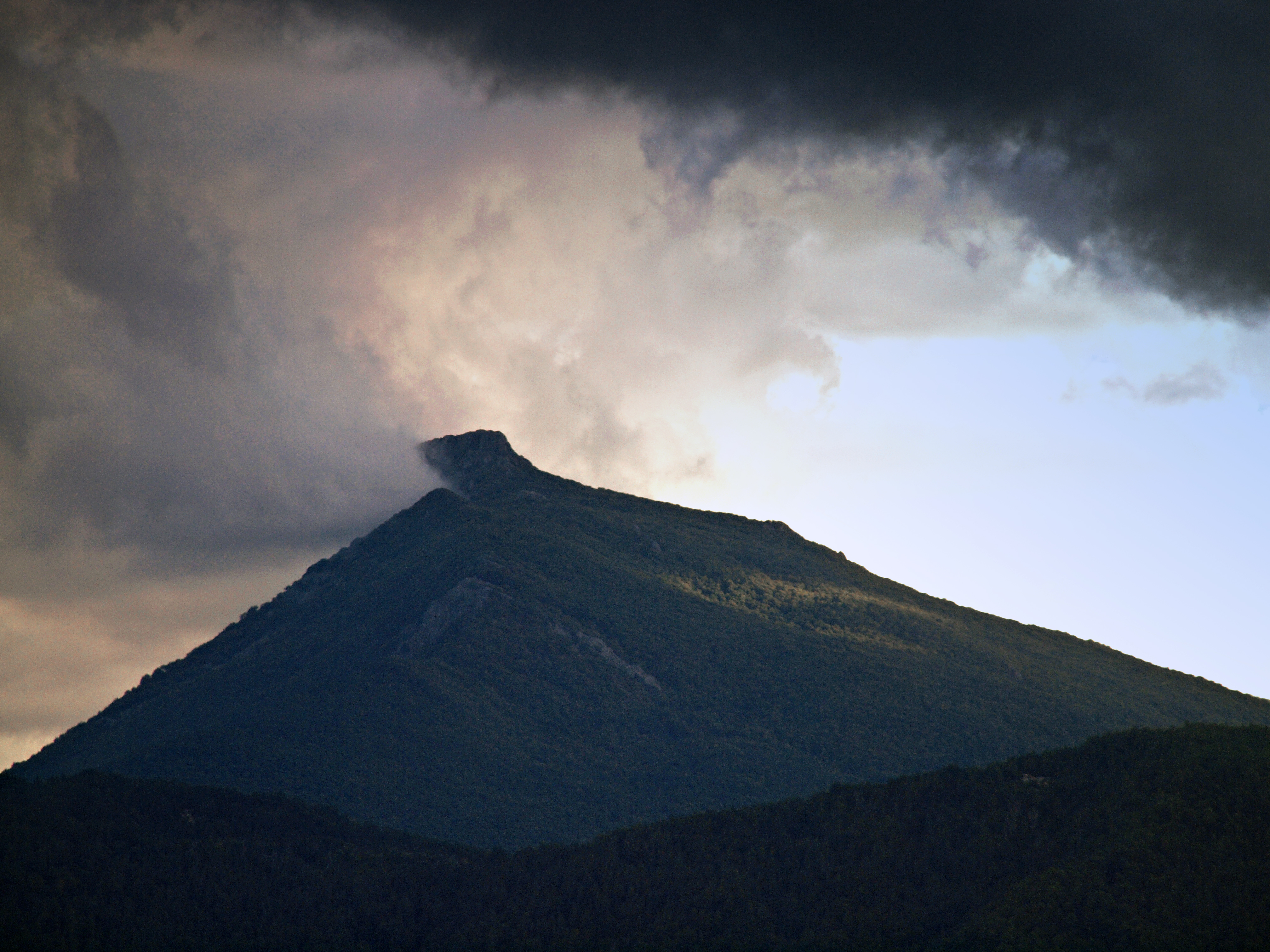
Zicht op het massief van de Monte San Petrone vanaf de Bocca di Bogorno in het noorden
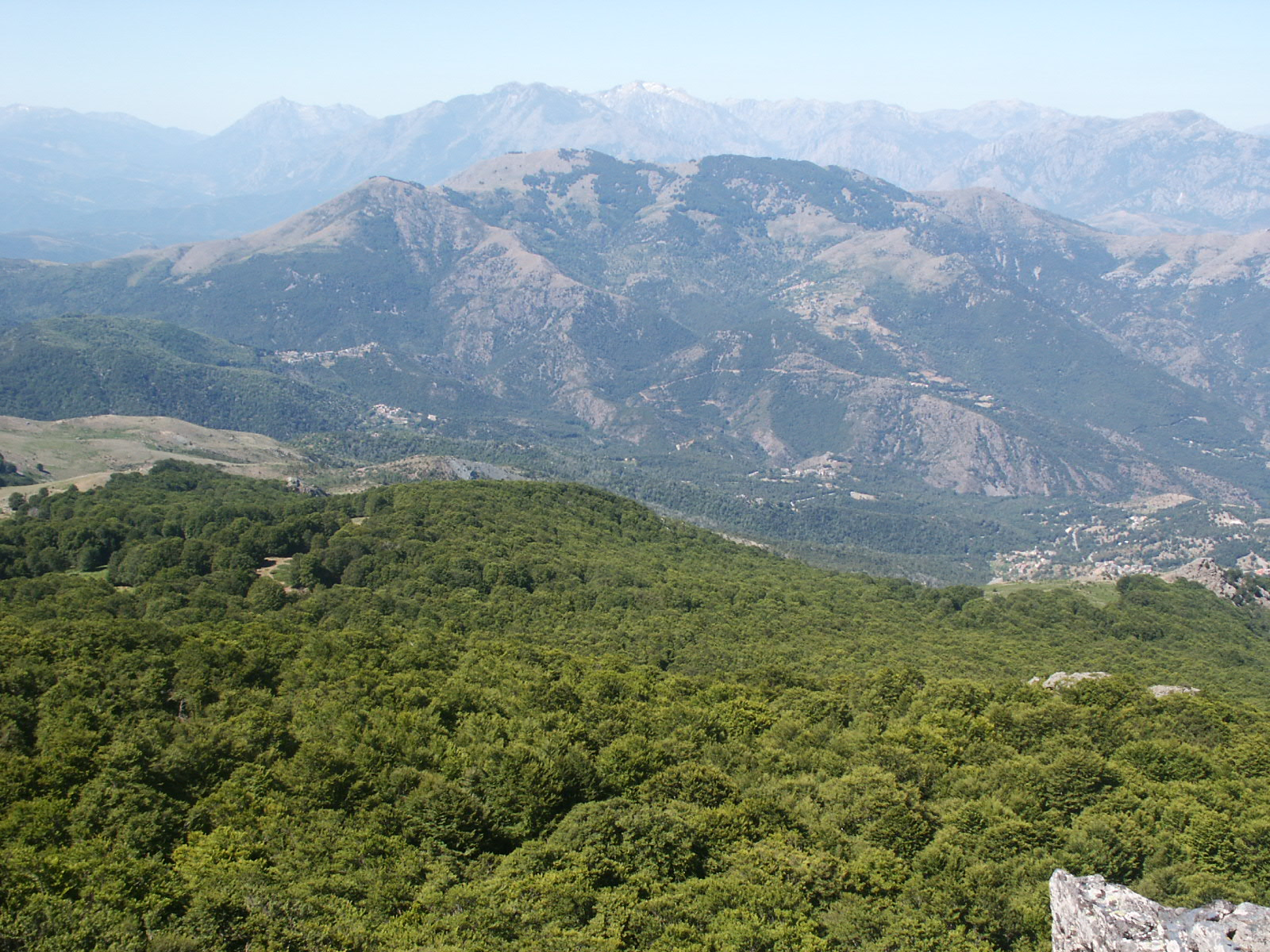
Zicht op de Castagniccia (pieve Vallerustie) vanaf de top van de Monte San Petrone